# Gangkofen
Gangkofen település Németországban, azon belül Bajorországban. Lakosainak száma 6473 fő (2023. december 31.). Gangkofen Rimbach, Massing, Frontenhausen, Marklkofen, Reisbach, Aham, Schalkham, Bodenkirchen és Neumarkt-Sankt Veit községekkel határos.

## Népesség
A település népessége az elmúlt években az alábbi módon változott:
| Lakosok száma | 1065 | 2614 | 4381 | 6095 | 6358 | 6390 | 6479 | 6497 | 6469 | 6473 |
|               | 1875 | 1950 | 1975 | 1987 | 2012 | 2014 | 2016 | 2017 | 2021 | 2023 |